# 圣埃内斯蒂娜
圣埃内斯蒂娜是巴西圣保罗州的一个市镇。总面积134.964平方公里，总人口5836人，人口密度43.2人/平方公里。